# Hibbertia obtusifolia
Hibbertia obtusifolia es un arbusto utilizado como planta ornamental perteneciente a la familia Dilleniaceae. Es originario del este de Australia.

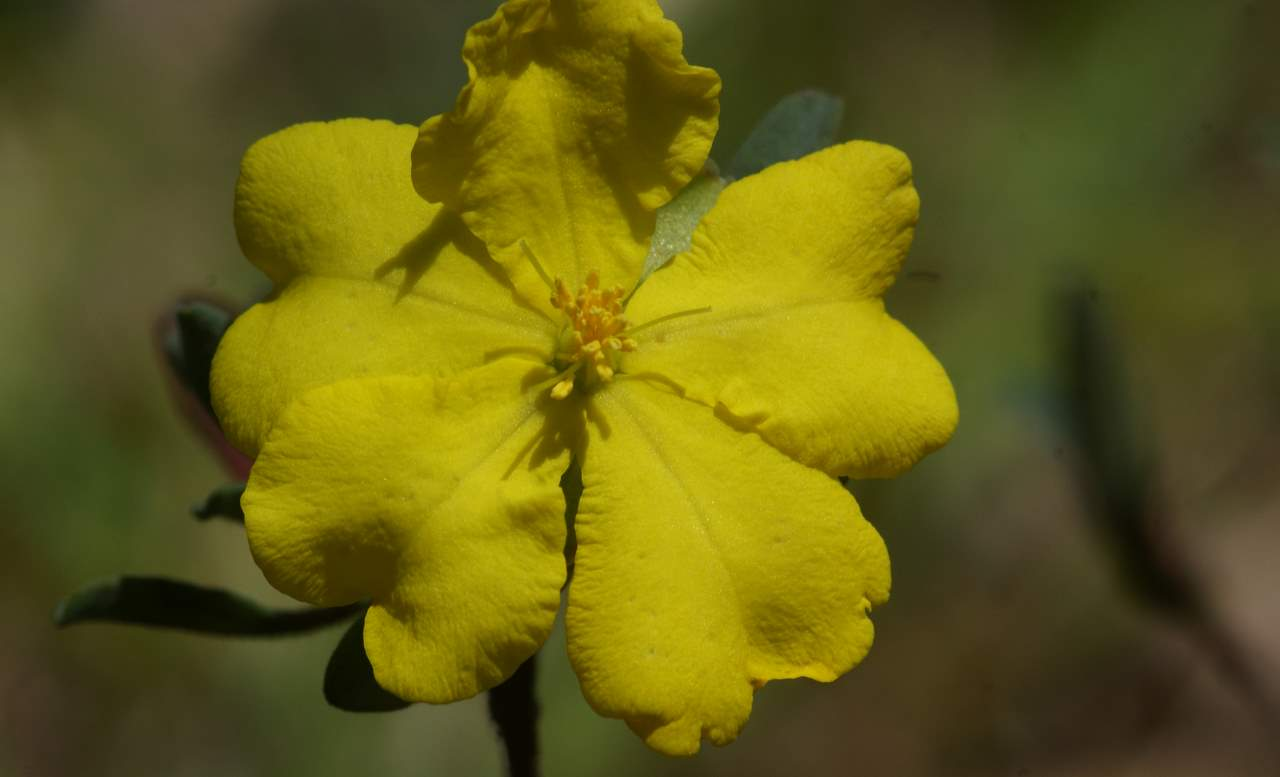
Vista de la flor

## Descripción
Se erige  como un arbusto rastrero a veces de hasta 1 m de altura. Las hojas son una reminiscencia de la de la parra con muchos pequeños "dientes" en los bordes y brillantes flores amarillas que aparecen en la primavera.

## Ecología
Es una planta fácil de cultivar y no son consumidas por los animales, aunque de ella se alimentan las larvas de la polilla Phalaenoides glycinae.

## Taxonomía
Hibbertia obtusifolia fue descrita por Augustin Pyrame de Candolle y publicado en Syst. Nat. 1: 429 1817.
Etimología
Hibbertia; nombre genérico nombrado en honor de George Hibbert (1757 - 1837), un eminente botánico inglés.
obtusifolia: epíteto latino que significa "con hojas romas".